# يوغوسلافيا الاتحادية الديمقراطية
كانت يوغوسلافيا الاتحادية الديمقراطية، دولة مؤقتة تأسست خلال الحرب العالمية الثانية في 29 نوفمبر 1943 من خلال الدورة الثانية لمجلس مجلس التحرير الشعبي لمكافحة الفاشية في يوغسلافيا. لقد كانت الهيئة الوطنية لتحرير يوغوسلافيا هيئتها التنفيذية الأصلية. طوال وجودها كان يحكمها المارشال جوزيف بروز تيتو كرئيس للوزراء.
تم الاعتراف بها من قبل الحلفاء في مؤتمر طهران، إلى جانب مجلس التحرير الشعبي لمكافحة الفاشية في يوغسلافيا كهيئة تداولية. اعترفت الحكومة اليوغسلافية في المنفى التابعة للملك بيتار الثاني في لندن، ويرجع ذلك جزئيًا إلى ضغوط من المملكة المتحدة بحكومة مجلس التحرير الشعبي لمكافحة الفاشية في يوغسلافيا بموجب معاهدة فيس، الموقعة في 16 يونيو 1944 بين رئيس وزراء الحكومة في المنفى، ايفان شوباشيتش، وتيتو. ومع معاهدة فيس، اتفقت الحكومة في المنفى والهيئة الوطنية لتحرير يوغوسلافيا على الاندماج في حكومة مؤقتة في أقرب وقت ممكن. تم الاتفاق على شكل الحكومة الجديدة عليها في ثاني اتفاقيات تيتو شوباشيتش الموقعة في 1 نوفمبر 1944 في العاصمة اليوغسلافية بلغراد المحررة مؤخرًا. أصبحت يوغوسلافيا الاتحادية الديمقراطية واحدة من الأعضاء المؤسسين للأمم المتحدة عند التوقيع على ميثاق الأمم المتحدة في أكتوبر 1945.
تشكلت الدولة لتوحيد حركة المقاومة اليوغوسلافية من تحرير يوغوسلافيا من دول المحور. تركت الاتفاقية مسألة ما إذا كانت الدولة ستكون ملكية أو جمهورية عن قصد حتى بعد انتهاء الحرب لذلك كان منصب رئيس الدولة شاغرًا. وبعد اندماج الحكومات، صارت الدولة تعرف باسم جمهورية يوغوسلافيا الشعبية الاتحادية ذات الحزب الواحد، وأصبح جوزيف بروز تيتو رئيسًا للوزراء، وإيفان شوباسيتش وزيرًا للخارجية.

## التاريخ
افتتحت الدورة الثانية من مجلس التحرير الشعبي لمكافحة الفاشية في يوغسلافيا، الذي عقد في يايتسي في نوفمبر عام 1943، بإعلان نص في جزء من ما يلي:
1. أن يُشكل المجلس المناهض للفاشية للتحرير الوطني ليوغوسلافيا الهيئة التمثيلية التشريعية والتنفيذية العليا ليوغوسلافيا بصفته الممثل الأعلى لسيادة شعوب ودولة يوغوسلافيا ككل، وأن تشكل لجنة وطنية للتحرير في يوغوسلافيا وتُنشأ كجهاز يتمتع بجميع ميزات الحكومة الوطنية، والتي يقوم من خلالها مجلس مناهضة الفاشية للتحرير الوطني في يوغسلافيا بوظيفته التنفيذية.
2. حرمان «الحكومة» الخائنة في المنفى من جميع الحقوق مثل الحكومة القانونية ليوغوسلافيا، ولا سيما الحق في تمثيل شعوب يوغوسلافيا في أي مكان أو أمام أي شخص.
3. ان تتم مراجعة جميع المعاهدات والالتزامات الدولية التي أبرمت في الخارج باسم يوغوسلافيا من قبل «الحكومة» المنفية بهدف إبطالها أو تجديدها أو الموافقة عليها، وأن جميع المعاهدات والالتزامات الدولية التي تسمى «الحكومة» في المنفى قد تنتهي في النهاية في الخارج بدون أي اعتراف.
4. أن تقوم يوغوسلافيا على أساس مبدأ اتحادي ديمقراطي كدولة من شعوب متساوية.[4]

ثم أصدر مجلس التحرير الشعبي لمكافحة الفاشية في يوغسلافيا ستة مراسيم وهيئة رئاسة مجلس التحرير الشعبي لمكافحة الفاشية في يوغسلافيا، التي واصلت مهامها عندما لم تكن منعقدة، تلتها أربعة قرارات. شكلت هذه معًا دستور الدولة الجديدة التي تتشكل في يوغوسلافيا. وفي 30 نوفمبر، أعطت هيئة الرئاسة تيتو رتبة مارشال يوغوسلافيا وعينته رئيسًا للحكومة (أو رئيس الوزراء بالنيابة) ووزير الدفاع الوطني. تم تعيين ثلاثة نواب للرئيس وثلاثة عشر وزيرًا آخرين في الهيئة الوطنية لتحرير يوغوسلافيا.
تم اعتماد اسم «يوغوسلافيا الاتحادية الديمقراطية» رسميًا في 17 فبراير 1944. في نفس اليوم، تم تبني شعار يوغوسلافيا.
بعد خلع الملك بيتر الثاني، تم إعلان جمهورية يوغوسلافيا الشعبية الاتحادية في 29 نوفمبر 1945.

## الحكومة
كانت الهيئة التشريعية لها، بعد نوفمبر 1944، هي الجمعية المؤقتة. أعلن اتفاق تيتو-شوباشيتش لعام 1944 أن الدولة ديمقراطية تعددية تضمن: الحريات الديمقراطية: الحرية الشخصية؛ حرية التعبير والتجمع والدين؛ الصحافة الحرة. ومع ذلك، بحلول يناير 1945، حوّل تيتو تركيز حكومته بعيدًا عن التركيز على الديمقراطية التعددية، مدعيًا أنه، رغم قبوله للديمقراطية، أنه لا توجد «حاجة» لأحزاب متعددة، لأن العديد من الأحزاب كانت مثيرة للانقسام في وسطها من مجهود يوغوسلافيا الحربي وأن الجبهة الشعبية تمثل كل الشعب اليوغوسلافي. كان ائتلاف الجبهة الشعبية، برئاسة الحزب الشيوعي اليوغوسلافي وأمينه العام المارشال جوزيف بروز تيتو، حركة رئيسية داخل الحكومة. شملت الحركات السياسية الأخرى التي انضمت إلى الحكومة حركة «نابريد» ممثلة بميليفوي ماركوفيتش.
كانت يوغوسلافيا الاتحادية الديمقراطية محكومة من قبل الحكومة المؤقتة التي تتكون في الغالب من أعضاء جبهة التحرير الوطني الوحدوي وعدد صغير من الأحزاب السياسية الأخرى من مملكة يوغوسلافيا السابقة. كان رئيس الحكومة جوزيف بروز تيتو. شغل الشيوعيون 22 منصب وزاريًا، بما في ذلك المالية والداخلية والعدل والنقل وغيرها. كان ايفان شوباشيتش، من حزب الفلاحين الكرواتي والبان السابق على بانوفينا الكرواتية، وزيرًا للخارجية، بينما كان ميلان جرول من الحزب الديمقراطي نائب رئيس الوزراء. استقال العديد من أعضاء الحكومة غير الشيوعية بسبب الخلاف مع السياسة الجديدة.

## التقسيمات الإدارية
تألفت يوغوسلافيا الفدرالية الديمقراطية من 6 جمهورية ومنطقتين ذاتيّتا الحكم:
- دولة صربيا الاتحادية
  - إقليم كوسوفو وميتوهيا ذو الحكم الذاتي
  - مقاطعة فويفودينا الاشتراكية ذاتية الحكم

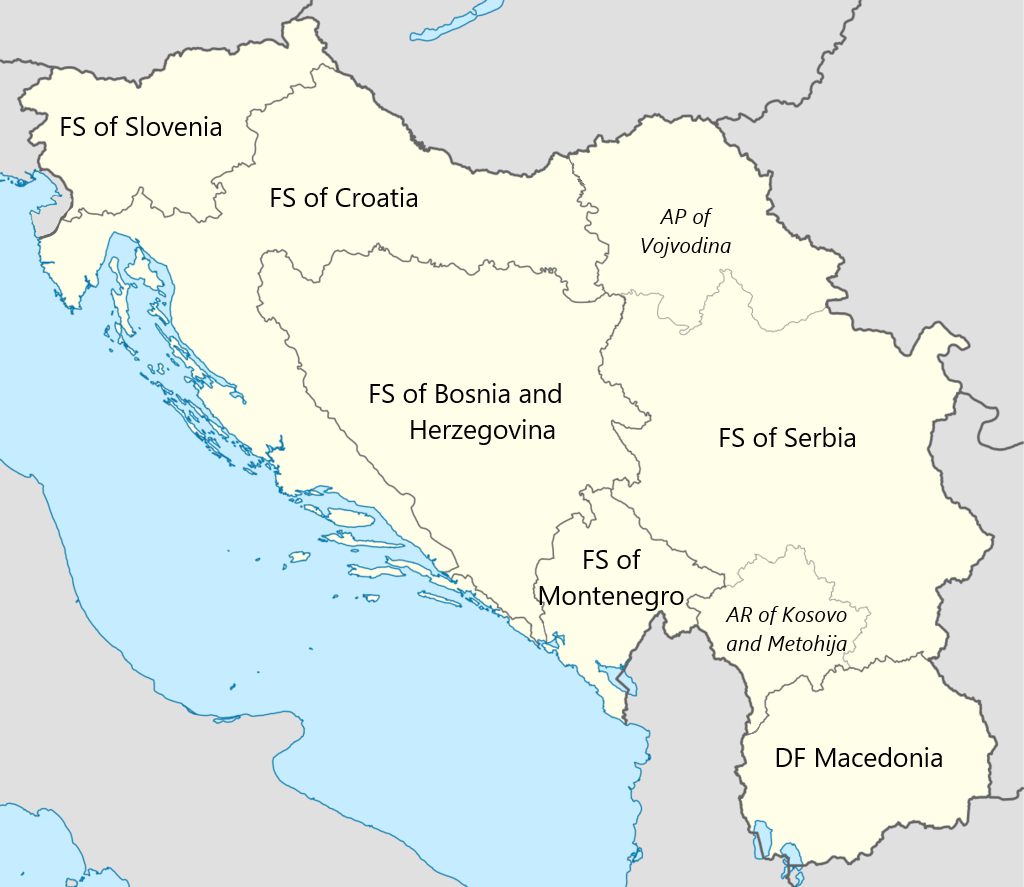
التقسيمات الإدارية ليوغوسلافيا الاتحادية الديمقراطية في عام 1945.

- دولة كرواتيا الاتحادية
- دولة البوسنة والهرسك الاتحادية
- دولة سلوفينيا الاتحادية
- دولة الجبل الأسود الاتحادية
- مقدونيا الاتحادية الديمقراطية